# Brookman Point
Brookman Point är en udde i Antarktis. Den ligger i Västantarktis. Inget land gör anspråk på området.
Terrängen inåt land är huvudsakligen kuperad, men österut är den platt. Havet är nära Brookman Point åt nordväst. Trakten är obefolkad. Det finns inga samhällen i närheten.